# Trilha sonora de Ferris Bueller's Day Off
Esta é a relação das músicas que compõem a trilha sonora (Banda sonora) do filme estadunidense Ferris Bueller's Day Off (Curtindo a Vida Adoidado/O Rei dos Gazeteiros) de 1986, trazendo canções de vários artistas, estilos e épocas, cedidas pelas respectivas gravadoras.
O diretor John Hughes, perguntado por que não foi lançado em disco a trilha sonora deste filme, questionou quem iria querer uma seleção de músicas tão díspares e ecléticas no gosto e estilo - indicando ter sido este o motivo pelo qual nunca fora lançado um álbum.

## Canções
As canções que compõem a trilha são:
| Título                                      | Composição                                       | Artista             | Gravadora cedente                                                   |
| ------------------------------------------- | ------------------------------------------------ | ------------------- | ------------------------------------------------------------------- |
| Twist and Shout                             | Bert Russell e Phil Medley                       | Beatles             | Capitol Records e EMI Records                                       |
| The Edge Of Forever                         | Nick Laird-Clowes e Gilbert Gabriel              | The Dream Academy   | Warner Bros. Records Inc.                                           |
| Please Please Please Let Me Get What I Want | Steve Morrissey e Johnny Marr                    | The Dream Academy   | Warner Bros. Records                                                |
| Jeannie                                     | Hugo Montenegro                                  | _                   | TeeVee Toons, Inc Canção tema do seriado Jeannie é um Gênio         |
| Bad                                         | Mick Jones e Don Letts                           | Big Audio Dynamite  | CBS Records                                                         |
| Beat City                                   | Ben Watkins e Adam Peters                        | The Flowerpot Men   | Fireball Records                                                    |
| Danke Schoen                                | Bert Kaempfert, Kurt Schwabach]] e Milton Gabler | Wayne Newton        | Capitol Records                                                     |
| I'm Afraid                                  | David Joyner e Paul Mansfield                    | Blue Room           | _                                                                   |
| Love Missile F1-11                          | Tony James, Neil Whitmore & Martin Degville      | Sigue Sigue Sputnik | EMI Records, Manhattan Records e Capitol Records                    |
| Oh Yeah                                     | Boris Blank & Dieter Meier                       | Yello               | Elektra/Asylum Records e Warner Special Products and Phonogram GmbH |
| March Of The Swivelheads                    | The (English) Beat                               | The (English) Beat  | Arista Records e I.R.S. Records                                     |
| Radio People                                | Larry e Zapp Troutman                            | Zapp                | Warner Bros. Records                                                |
| Star Wars                                   | John Williams                                    | _                   | (música tema do filme)                                              |
| Taking The Day Off                          | David Wakeling                                   | General Public      | I.R.S. Records e Virgin Records                                     |
| WLS-TV (Jingle)                             | _                                                | _                   | JAM Creative Productions                                            |